# Большие планы
«Большие планы» — седьмой студийный альбом российской рок-группы «Смысловые галлюцинации». Альбом был выпущен фирмой грамзаписи CD Land в декабре 2005 года. В полиграфии диска группа опубликовала 12 трагикомичных историй (по количеству треков на пластинке).
Пластинка была представлена в клубе «Б2» 2 декабря 2005 года.

## Список композиций
1. Краснодар - 03:55
2. Чёрная - 03:46
3. До встречи - 03:32
4. За ширмами - 03:02
5. Большие планы - 03:45
6. Зима - 04:31
7. Полюса - 03:07
8. Никакой грусти - 04:08
9. Апрель - 03:57
10. Я за! - 04:21
11. Анфасы и профили - 03:31
12. Уеду 89 - 03:25

## Рецензии
Рекомендовать эту музыку можно поклонникам электроники и рока в целом, и этой группы в частности. Не стоит слушать этот диск тем, кто придерживается мнения «поклонники поп-музыки называют это роком, а вот рокеры – попсой».
— пишет обозреватель сайта NEWSmusic.ru Мария Церетели 
Счастливым музыкантам не пришлось даже рвать на цитаты для пресс-релиза универсального Курта Воннегута. Концепция нарисовалась сама собой, буклет наполнился историями самых нелепых смертей в истории человечества, а песни соединились в нужном порядке.
— пишет сайт KM.ru 